# Peter Cattaneo
Peter Joseph Cattaneo, MBE (* 1964 in England) ist ein britischer Filmregisseur.

## Leben
Peter Cattaneo, Sohn des Trickfilmers Tony Cattaneo (* 1927; † 2003), kam als Student am Royal College of Art in London zum ersten Mal mit dem Regiehandwerk in Kontakt. Dort führte er Regie u. a. bei einem preisgekrönten Musikvideo, bei einem Werbespot für die Miller Brewing Company sowie bei Dear Rosie von 1990, mit dem er bei den Oscars in der Kategorie „Bester Kurzfilm“ sowie bei den BAFTAs in der Kategorie „Bester Kurzfilm“ nominiert war.
Nach Abschluss des Studiums arbeitete Cattaneo für die BBC, für die er an der Produktion der Fernsehserien Teenage Health Freak und The Full Wax (beide 1991) beteiligt war. Dem schloss sich 1995 der Zweiteiler E wie Ecstasy (Loved Up) an.
Kurz darauf fiel ihm das Drehbuch zu The Full Monty in die Hände. Der Film ist in Deutschland besser bekannt unter dem Titel Ganz oder gar nicht (1997). Mit einem Einspielergebnis von weltweit 195 Millionen US_Dollar – bei einer Produktionsdauer von nur 40 Tagen und Kosten von lediglich 3,5 Millionen US-Dollar – wurde der Film einer der erfolgreichsten Filmkomödien der 1990er und machte Hauptdarsteller Robert Carlyle zum Star. Bei der Oscarverleihung war er in vier Kategorien nominiert, darunter für den „besten Film“ und Cattaneo für die „beste Regie“, und gewann die Trophäe für die „beste Musik“. Zudem wurde Cattaneo 1998 zum Member of the British Empire ernannt. Sein Nachfolgeprojekt, die Komödie Lucky Break von 2001, handelte über Gefangene, die ein Musical aufführen und dabei ausbrechen wollen.
Seither war er für Film und Fernsehen gleichermaßen tätig. 2008 hatte er mit der Komödie The Rocker – Voll der (S)Hit einigen Erfolg, im Anschluss führte er die Regie bei der Fernsehserie Rev. über einen von Tom Hollander gespielten Pfarrer. 2017 inszenierte das Fernsehfilm-Drama Diana and I und 2019 den Kinofilm Mrs. Taylor’s Singing Club.

## Filmografie (Auswahl)
- 1991: Dear Rosie (Kurzfilm)
- 1993: Teenage Health Freak (Fernsehserie, 6 Folgen)
- 1997: Ganz oder gar nicht (The Full Monty)
- 2001: Lucky Break – Rein oder raus (Lucky Break)
- 2006: Opal Dream
- 2008: The Rocker – Voll der (S)Hit (The Rocker)
- 2010–2014: Rev. (Fernsehserie, 19 Folgen)
- 2016: The A Word (Fernsehserie, 3 Folgen)
- 2017: Diana and I (Fernsehfilm)
- 2019: Mrs. Taylor’s Singing Club (Military Wives)
- 2024: Der Pinguin meines Lebens (The Penguin Lessons)